# Blunt Movie
Blunt Movie es una película estadounidense de comedia y romance de 2013, dirigida por Jason Bunch, que a su vez la escribió, musicalizada por Andy Weisser, en la fotografía estuvo Joe Arndorfer y los protagonistas son Angie Everhart, Dennis Rodman y Pat Morita, entre otros. El filme fue realizado por Coming Attractions LLC y se estrenó el 20 de abril de 2013.

## Sinopsis
Este largometraje es un compilado de escenas de comedia, donde se parodian las propagandas de televisión, el cine y la política.